# Papillaria cirrifolia
Papillaria cirrifolia là một loài Rêu trong họ Meteoriaceae. Loài này được (Schwägr.) A. Jaeger mô tả khoa học đầu tiên năm 1877.